# Karl Hochreither

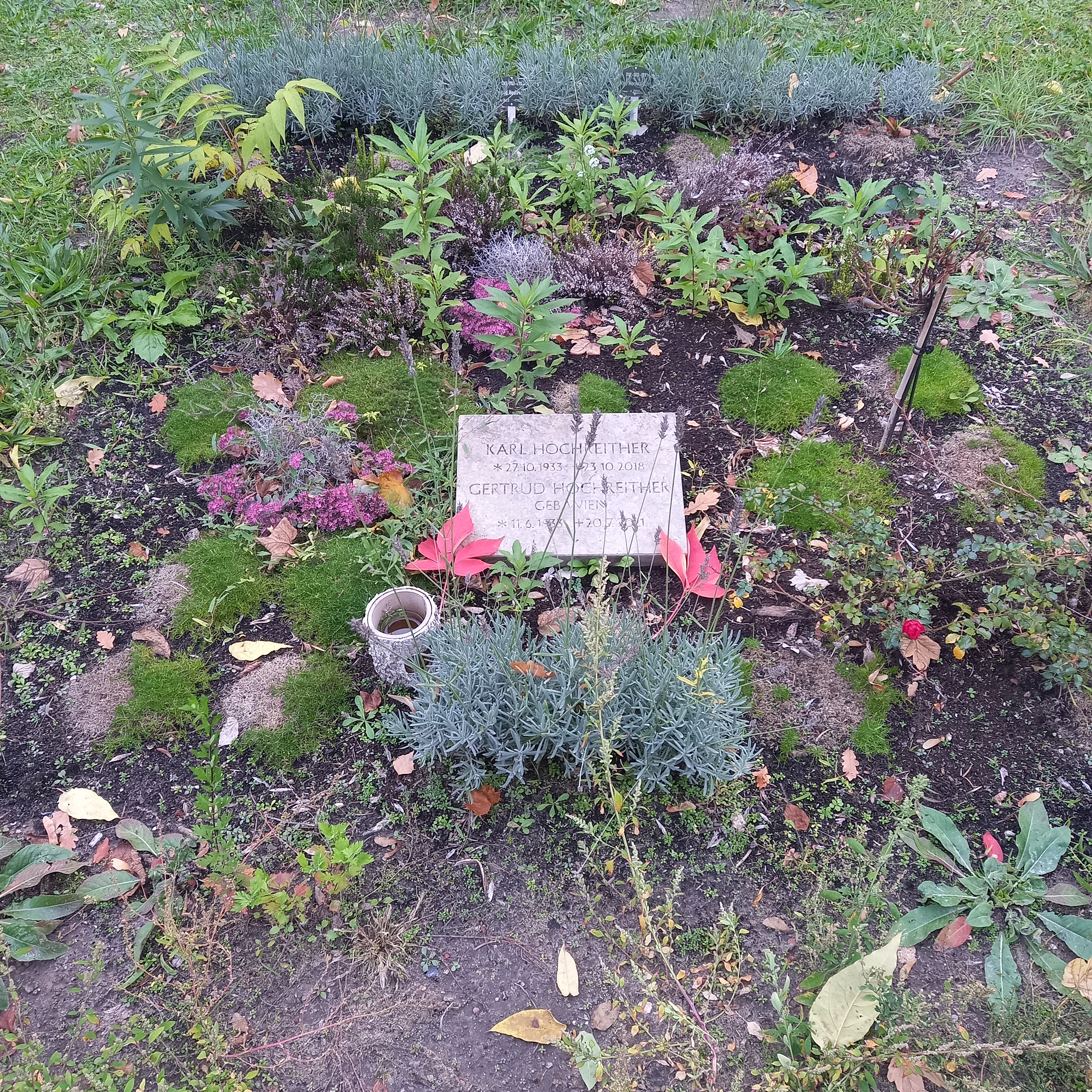
Das Grab von Karl Hochreither und seiner Ehefrau Gertrud geborene Wien auf dem evangelischen Dreifaltigkeitskirchhof I in Berlin

Karl Hochreither (* 27. Oktober 1933 in Speyer; † 23. Oktober 2018 in Berlin) war ein deutscher Organist, Dirigent, Musikpädagoge und Musikwissenschaftler.

## Leben
Karl Hochreither war Sohn eines Schreiners. Er machte seine ersten musikalischen Erfahrungen in Speyer als Chorsänger unter dem Volksschullehrer und ehrenamtlichen Kirchenmusiker Adolf Graf, der dafür sorgte, dass der begabte Junge eine gute Ausbildung auf dem Klavier erhielt und ihn im Orgelunterricht, Kirchenchor und Theorieunterricht an die Kirchenmusik heranführte. Karl Hochreither besuchte die naturwissenschaftliche Abteilung des Staatlichen Gymnasiums Speyer (altsprachlich und naturwissenschaftlich), das heutige Gymnasiums am Kaiserdom. Nach dem Abitur 1952 studierte er Germanistik, Geschichte und Philosophie an der Universität Freiburg und anschließend  Kirchenmusik an der Nordwestdeutschen Musikakademie in Detmold, wo er Schüler von Michael Schneider wurde, mit dem ihn zeitlebens ein freundschaftliches Verhältnis verband. 
Nach dem Studium begann Karl Hochreither 1959 in  Speyer seine Tätigkeit als Kantor im Amt für Kirchenmusik der Pfälzischen Landeskirche, das von seinem inzwischen zum Landeskirchenmusikdirektor ernannten Mentor Adolf Graf geleitet wurde. Ursprünglich als Nachfolger Grafs vorgesehen, wechselte er 1963 als Dozent für Künstlerisches Orgelspiel an die Berliner Kirchenmusikschule und unterrichtete dort bis zu seiner Emeritierung im Jahr 1998. Von 1964 bis 2001 leitete er in Nachfolge von Hanns-Martin Schneidt und Helmuth Rilling den Bach-Chor an der Kaiser-Wilhelm-Gedächtniskirche zu Berlin und das Bach-Collegium Berlin.
Als Organist und Dirigent führten ihn seine Konzertreisen in die ganze Welt. Ab Ende der sechziger Jahre wurde er pädagogisch im Ausland tätig. So war er als Artist in Residence ein Gast der University of Western Ontario in Kanada und des Asian Institute for Liturgy and Music in Manila. Von 1997 bis 2007 leitete er als künstlerischer Direktor das Bach-Festival im US-amerikanischen Grand Rapids, Michigan.
Neben seinen musikalischen und pädagogischen Tätigkeiten betätigte er sich als Autor, vor allem zu Themen um den Komponisten Johann Sebastian Bach. 1993 verlieh ihm der Regierende Bürgermeister von Berlin „in Würdigung hervorragender kultureller Verdienste um Berlin“ den Titel „Professor e.h.“  2002 erfolgte die Verleihung des Großen Verdienstkreuzes des Verdienstordens der Bundesrepublik Deutschland.
Karl Hochreithers Grab befindet sich auf dem Evangelischen Dreifaltigkeits-Friedhof I in Berlin-Kreuzberg.
Dort ist auch Karl Hochreithers Frau, die Theologin Gertrud Hochreither geb. Wien (geb. 11. Juni 1933 in Speyer, gest. 20. Juli 2021 in  Berlin) bestattet.

## Veröffentlichungen (Auswahl)
- Karl Hochreither: Zur Aufführungspraxis der Vokal-Instrumentalwerke Johann Sebastian Bachs. 183 Seiten mit 7 Abb., 27 Faksimiles und 26 Notenbeispielen. Verlag Merseburger, Kassel
- Rudolf Elvers und Karl Hochreither (Hrsg.): Bach-Kantaten in Berlin – eine Jubiläumsschrift im Auftrag des Bach-Chores an der Kaiser-Wilhelm-Gedächtnis-Kirche. CZV-Verlag, Berlin
- Karl Hochreither: Ernst Peppings Toccata und Fuge „Mitten wir im Leben sind“. In: Heinrich Poos (Hrsg.): Festschrift Ernst Pepping zu seinem 70. Geburtstag am 12. September 1971. Verlag Merseburger, Berlin 1971.
- Karl Hochreither: Epilog. In: Gerda Graf [Red.], Hans Graf, Martin Graf (Hrsg.): Leben und Wirken von Adolf Graf 14.7.1899 – 4.11.1978. Karl Stock, Annweiler am Trifels 1979. Ohne Seitenzahlen.

## Tondokumente
- Franz Liszt: Werke für Orgel.
 Enthält:

– Präludium und Fuge über den Namen B-A-C-H (2. Fassung).

– Évocation à la Chapelle Sixtine   (Bearbeitungen): 1. Gregorio Allegri: Miserere. 2. Wolfgang Amadeus Mozart: Ave verum corpus.

– Jakob Acadelt: Ave Maria (Bearbeitung).

– Variationen über den basso continuo des 1. Satzes der Kantate „Weinen, Klagen, Sorgen, Zagen“ und des Crucifixus aus der h-moll Messe von Johann Sebastian Bach.

(LP EMI ELECTROLA, Köln 1974, Stereo 33 Nr. 29 0735 1 A/1B.

Karl Hochreither an der Rieger-Orgel der St. Jakobskirche zu Rothenburg o. T.

Aufnahme: 11. – 13. Dezember 1973. Produzent: Gerd Berg. Tonmeister: Johann-Nikolaus Matthes)
- Johann Sebastian Bach: Kantaten BWV 11, 51, 56, 82, 172, Motetten BWV 225–230. Einzelheiten unter: bach-cantatas.com